# John Clarkson
John Gibson Clarkson (Cambridge, Massachusetts, 1 de julio de 1861-Belmont, Massachusetts, 4 de febrero de 1909), más conocido como John Clarkson, fue un jugador profesional estadounidense de béisbol que se desempeñó en la posición de lanzador en las Grandes Ligas de Béisbol (MLB). Es miembro del Salón de la Fama del Béisbol.

## Carrera
Clarkson jugó como profesional una temporada en Worcester Worcesters (1882), después pasó a Chicago Cubs (1884-1887), luego a Atlanta Braves (1888-1892), posteriormente a Cleveland Spiders, donde jugó tres temporadas (1892-1894), y fue el equipo en el que se retiró.

## Reconocimiento
En 1963, ingresó como miembro al Salón de la Fama del Béisbol.